# Sons of Liberty (videojuego)
Sons of Liberty es un videojuego de guerra para computadora publicado por Strategic Simulations en 1987 para Apple II, familia Atari de 8 bits, Commodore 64 y MS-DOS.

## Jugabilidad
Sons of Liberty es un videojuego de guerra de estrategia por turnos con escenarios basados en batallas de la Guerra Revolucionaria Estadounidense incluyendo lugares como Bunker Hill, Monmouth y Saratoga.

## Recepción
Wyatt Lee revisó el juego para la revista Computer Gaming World y afirmó que «En resumen, se debe tener en cuenta que cada lanzamiento de la serie "American Civil War" mostró mejoras con respecto al juego anterior. SOL no es una excepción».